# أرميندو سيب
أرميندو سيب (بالألمانية: Armindo Sieb)، (مواليد 17 فبراير 2003) هو لاعب كرة قدم ألماني يلعب في مركز الهجوم لنادي ماينز.

## مشاركاته الدولية
بدأ سيب مسيرته الدولية للشباب مع منتخب ألمانيا لأقل من 16 عامًا، حيث شارك في عشر مباريات وسجل هدفين من 2018 إلى 2019. وقدم تسع مباريات وسجل ستة أهداف لفريق تحت 17 عامًا، وظهر مرتين مع منتخب تحت 18 عامًا.